# Aaliyah Hadid
Aaliyah Hadid (Sanford, Carolina del Norte; 19 de octubre de 1995) es una actriz pornográfica y modelo erótica estadounidense.

## Biografía
Aaliyah Hadid, nombre artístico, nació en la ciudad de Sanford, ubicada en el condado de Lee (Carolina del Norte), en el seno de una familia de ascendencia nativoamericana (cheroqui), asiática (vietnamita), afroamericana y caucásica. Acudió a la Universidad de Carolina del Norte en el campus de Greensboro, donde cursó estudios de Español, Ciencias Políticas y Comunicación.
Durante su etapa universitaria acabó trabajando como escort y bailarina en diversos clubes, así como en shows por Internet. Tras una etapa turbia de su vida, como relató en una entrevista, en la que se vio perdida trabajando como prostituta en Florida, con su proxeneta agrediéndola física y psicológicamente, la agencia Hussie Models contactó con ella para trabajar como modelo erótica. Posteriormente firmaría un contrato con la agencia OC Models, con la que debutaría como actriz pornográfica en 2017, a los 22 años, siendo su primera escena una de gangbang anal para la web Dogfart.
Como actriz ha trabajado para productoras como Bangbros, Reality Kings, Evil Angel, Wicked Pictures, Burning Angel, Brazzers, Naughty America, Mofos, Jules Jordan Video, Elegant Angel o Hard X, entre otras.
Ha aparecido en más de 290 películas como actriz.
Algunas películas de su filmografía son Anal Hotties 3, Black Anal All-Stars, Exotic and Curvy 6, Halfricans, Interracial Cuckold 2, Orgy Heroes, Swallowed 14, Teen Bush 4 o Wet Curves 2.

## Premios y nominaciones
| Año  | Ceremonia         | Resultado | Premio                          | Trabajo                                  |
| ---- | ----------------- | --------- | ------------------------------- | ---------------------------------------- |
| 2018 | Spank Bank Awards | Nominada  | Best Swallower                  | —                                        |
| 2018 | Spank Bank Awards | Nominada  | Exotic Femme Fatale of the Year | —                                        |
| 2019 | Premios AVN       | Nominada  | Premio fan: Culo más épico      | —                                        |
| 2019 | Spank Bank Awards | Nominada  | Best Live Performance           | —                                        |
| 2019 | Spank Bank Awards | Nominada  | Exotic Femme Fatale of the Year | —                                        |
| 2019 | Spank Bank Awards | Nominada  | Two Peas in a Pod               | —                                        |
| 2020 | Premios AVN       | Nominada  | Mejor escena de sexo oral       | Aaliyah Hadid Drenches Herself in Saliva |